# Vụ xả súng trụ sở YouTube
Vào ngày 3 tháng 4 năm 2018, lúc 12:46 tối giờ PDT, một vụ nổ súng đã xảy ra tại trụ sở của trang web chia sẻ video YouTube ở San Bruno, California. Kẻ nổ súng được xác định là Nasim Najafi Aghdam, 38 tuổi. Aghdam đã đi qua một gara đỗ xe bên ngoài, tiếp cận một mái hiên ngoài trời, và nổ súng với khẩu súng lục bán tự động cỡ nòng 9 mm Smith & Wesson. Aghdam đã làm bị thương ba người bằng cách bắn vào và xung quanh chân của họ, trước khi tự sát. Do vị trí viên đạn của Aghdam khi bắn vào chân nạn nhân, người ta không biết rằng Aghdam có ý định gây thương tích nhẹ hay làm họ sợ hãi, mặc dù theo vị trí đứng của cô ta cho thấy Aghdam đã không cố gắng giết người.

## Vụ xả súng

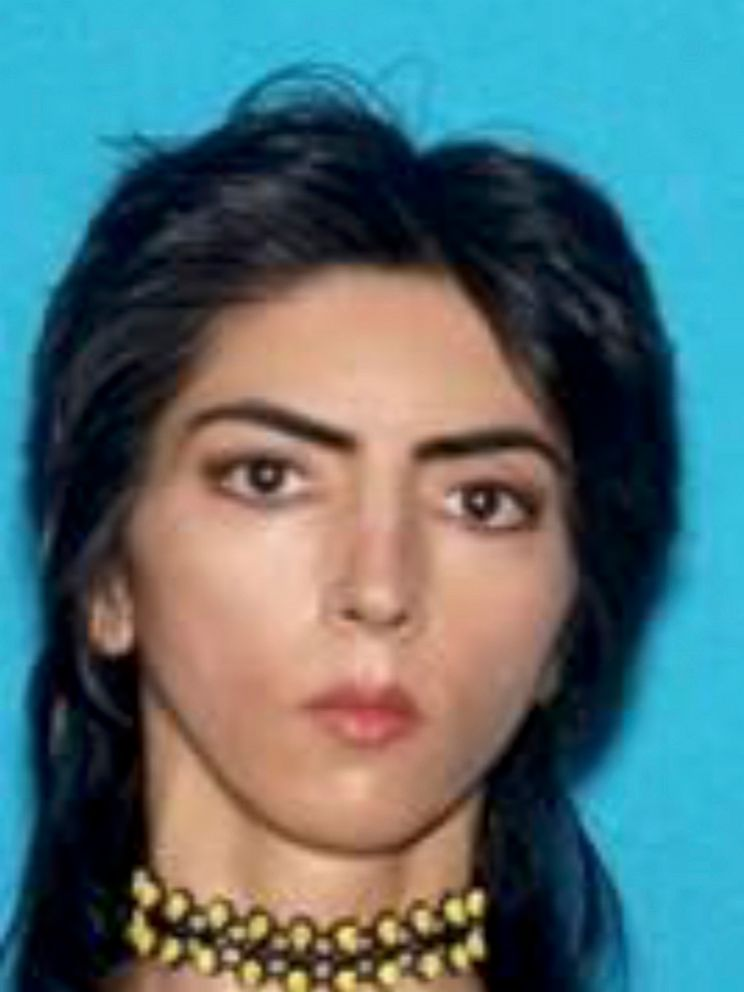
Chân dung thủ phạm

Vào lúc 12:46 tối, cảnh sát San Bruno nhận được báo cáo về một kẻ nổ súng tại trụ sở YouTube. Vũ khí của Aghdam có sức chứa 10 viên đạn, và cô đã bắn hết một băng đạn trước khi nạp lại. Cảnh quay trực thăng sau đó cho thấy một lỗ lớn và kính vỡ trong cửa sảnh của tòa nhà. Aghdam đã tự kết liễu đời mình, hai ngày trước sinh nhật lần thứ 39 của cô. Báo cáo của một nhân viên điều tra cho biết cô đã chết vì một phát súng tự bắn vào tim; cảnh sát không tìm thấy bằng chứng nào về ma túy hay rượu trong người của cô.